# Болото у озера Эльмус
Болото у озера Эльмус — болото в Кондопожском районе Республики Карелия, болотный памятник природы. Относится к особо охраняемым природным территориям республиканского значения.

## География
Расположено в Гирвасском сельском поселении в 1,5 км юго-западнее посёлка Эльмус на берегу одноимённого озера, бассейн реки Суна. На болоте располагаются озёра Малое и Большое Вичкалампи.

## Охранный статус
Болото охраняется как памятник природы. Образован Постановлением Совета Министров Карельской АССР от 24.05.1989. Ценность на болоте представляют ягодники морошки и клюквы, а также растительный покров, типичный для олиготрофных сфагновых грядово-мочажинных болотных массивов Карелии.
На территории памятника природы запрещён ряд направлений хозяйственной деятельность, в частности — разведение костров вне отведённых мест, строительство, взрывные работы, движение транспорта вне дорог. Охранная зона имеет ширину 200 м.